# Middle Fork Vermilion River
Der Middle Fork Vermilion River ist der linke Quellfluss des Vermilion River im  US-Bundesstaat Illinois. Der Fluss ist 124 km lang.
Der Middle Fork Vermilion River entsteht im Ford County südöstlich von Paxton. Er durchfließt den Vermilion County in überwiegend südöstlicher Richtung. Die Ortschaften Armstrong und Potomac liegen am Flusslauf. Später wendet sich der Middle Fork Vermilion River nach Süden. Westlich von Danville vereinigt sich der Middle Fork Vermilion River schließlich mit dem aus Westen kommenden Salt Fork zum Vermilion River. Die letzten Flusskilometer liegen in der Kickapoo State Recreation Area. Vom Quellgebiet des Middle Fork Vermilion River fließt der gleichnamige Illinois-River-Nebenfluss Vermilion River in die entgegengesetzte Richtung nach Nordwesten.
Entlang dem Flusslauf liegen neben der Kickapoo State Recreation Area noch die Naturschutz- und Erholungsgebiete Middle Fork River Forest Preserve, Middle Fork State Fish and Wildlife Area, Horseshoe Bottom Nature Preserve und Windfall Prairie Nature Preserve. Der Flussabschnitt ab Flussmeile 46,9 nahe Collison flussabwärts bis zur Flussmeile 29,8 an der Conrail-Bahnbrücke nördlich des U.S. Highway 150 trägt auf einer Strecke von 27 Kilometern den Status eines National Wild and Scenic River (in der Kategorie scenic).